# Lilli Suburg
Lilli Suburg (eigentlich Caroline Suburg; * 20.jul. / 1. August 1841greg. in Rõusa, heute Landgemeinde Vändra; † 8. Februar 1923 in Valga) war eine estnische Schriftstellerin.

## Leben und Werk
Lilli Suburg besuchte bis 1859 die deutschsprachige Höhere Mädchenschule in Pärnu. 1869 legte sie in Tartu ihr Examen als Grundschul- und Hauslehrerin ab. Bald zog es Lilli Suburg aber zum Journalismus. 1878/79 war sie Redakteurin der Zeitung Perno Postimees. Von 1887 bis 1895 arbeitete sie als (verantwortliche) Redakteurin bei der ersten estnischen Frauenzeitschrift Linda in Viljandi, deren Mitbegründerin sie war. 1882 gründete sie in Pärnu eine Mädchenschule, die 1885 nach Viljandi umzog. Sie wurde von 1893 bis 1898 von ihrer Adoptivtochter Anna Wiegandt geleitet.
Prägend für Lilli Suburg wurde die Begegnung mit Carl Robert Jakobson, dem bedeutendsten Vertreter des estnischen Nationalbewusstseins der damaligen Zeit. Jakobson lebte seit 1872 in Vändra und lud Suburg häufig zu national geprägten Gesprächsabenden ein. Auf seine Anregung hin veröffentlichte Lilli Suburg 1877 die Erzählung Liina, die sich gegen die dominierende Stellung des Deutschen in den Bildungskreisen Estlands und Livlands wandte. Es folgten 1882 die Erzählungen Maarja ja Eeva ehk: Suguluse truudus ja armastus mehe vastu und 1900 Linda, rahva tütar. Lilli Suburg wurde mit ihrem literarischen Werk und zu einer der bekanntesten Vertreterinnen der Frauenbewegung und des Nationalen Erwachens in Estland. Daneben schrieb sie zahlreiche Artikel in verschiedenen Zeitungen und Zeitschriften. 1899 zog Suburg zu ihrer Adoptivtochter und deren Mann nach Omuļi (estnisch Hoomuli) in den lettischen Teil Livlands. Bis 1906 leitete sie dort eine Privatschule für estnische Mädchen. 1923/24 erschienen ihre Memoiren unter dem Titel Suburgide perekond.